# Kirill Petrovič Kondrašin
Kirill Petrovič Kondrašin (in russo Кирилл Петрович Кондрашин?; Mosca, 3 giugno 1914 – Amsterdam, 3 luglio 1981) è stato un direttore d'orchestra russo.

## Biografia
Si formò al conservatorio di Leningrado sotto un altro celebre direttore: Boris Ėmmanuilovič Chajkin (il quale aveva appena 3 anni di più di Kondrašin stesso); diresse al teatro Malij di Leningrado dal 1938 al 1942 ed al teatro Bol'šoj di Mosca dal 1943.
Ricoprì anche la carica di Direttore Artistico dell'Orchestra Filarmonica di Mosca dal 1960 al 1975 prima di lasciare l'Unione Sovietica nel 1978, quando chiese asilo politico al governo olandese mentre era in quel paese.
Diresse Van Cliburn quando vinse al Concorso internazionale Čajkovskij e dopo il concorso con lui iniziò un felice tour negli Stati Uniti. Nella Sala Grande del conservatorio Čajkovskij di Mosca Kondrašin diresse le prime esecuzioni di due sinfonie di Dmitrij Šostakovič: nel 1961 la quarta sinfonia e l'anno successivo la tredicesima sinfonia. Nel 1964 diresse la prima esecuzione de L'esecuzione di Stepan Razin di Šostakovič. Nel 1973 diresse l'Orchestra Filarmonica di Mosca con Ėliso Virsaladze in un concerto al teatro La Fenice di Venezia.
Dopo aver lasciato l'Unione Sovietica divenne direttore ospite permanente dell'Orchestra reale del Concertgebouw di Amsterdam fino alla morte, avvenuta improvvisamente nel 1981.
Nel corso della sua carriera accompagnò il debutto di alcuni grandi talenti, tra i quali il violinista Boris Belkin, che all'epoca della sua prima apparizione in pubblico aveva appena 7 anni.

## Discografia parziale
- J. S. Bach: Concerto per due violini, W. A. Mozart: Sinfonia concertante, J. Brahms: Concerto per violino (D. e I. Ojstrach)
- Beethoven: Concerto per pianoforte n. 4, Čajkovskij: Concerto per pianoforte n. 2 (Gilels, Barbirolli) (1959, 1966)
- Debussy: Petite Suite, Ravel: Rapsodia spagnola, Waltz, Moscow Philharmonic Symphony Orchestra, 2007 Music Online Kondrashin: The Soviet Years
- Glazunov: Concerto per pianoforte n. 1, Svjatoslav Richter, Moscow Youth Orchestra, 2008 Music Online
- Glinka: Ruslan e Ljudmila (1952)
- Karlowicz: Concerto per violino/Machavariani: Concerto per violino (Barinova, Vaiman) (1955-1956)
- Rachmaninov, Concerto per pianoforte n. 3, Van Cliburn, Symphony Of The Air, 1959 RCA Victor Red Seal – Miglior interpretazione solista di musica classica con orchestra (Grammy) 1960
- Rimskij-Korsakov: La Grande Pasqua russa, Franck: Sinfonia in re minore (Bavarian Radio Symphony)
- Saint-Saëns, Concerto per pianoforte n. 5, Svjatoslav Richter, Moscow Youth Orchestra, 2008 Music Online
- Schumann: Concerto per violoncello, F. J. Haydn: Divertimento, Falla: 7 Canciones populares Espanolas (estratti) (Shafran) (1955, 1957)
- Šostakovič: Sinfonia n. 1, USSR State Symphony Orchestra (1951)
- Sitkovetskij: Art of Yulian Sitkovetsky (The), vol. 3
- Čajkovskij, Concerto per pianoforte n. 1 - Van Cliburn, RCA Symphony Orchestra, 1958 RCA Victor Red Seal – Miglior interpretazione solista di musica classica con orchestra (Grammy) 1959 e Grammy Hall of Fame Award 2002